# Nice an' Cool
Nice an' Cool è un album di Gene Ammons, pubblicato dalla Moodsville Records nel 1961. I brani furono registrati il 26 gennaio 1961 al Van Gelder Studio di Englewood Cliffs, New Jersey (Stati Uniti).

## Tracce
Lato A
1. Till There Was You – 7:13 (Meredith Wilson)
2. Answer Me, My Love – 4:40 (Fred Rauch, Gerhard Winkler)
3. Willow Weep for Me – 4:05 (Ann Ronell)
4. Little Girl Blue – 5:02 (Richard Rodgers, Lorenz Hart)

Lato B
1. Something I Dreamed Last Night – 7:46 (Sammy Fain, Herbert Magidson, Jack Yellen)
2. Something Wonderful – 3:07 (Oscar Hammerstein II, Richard Rodgers)
3. I Remember You – 4:25 (Johnny Mercer, Victor Schertzinger)
4. Someone to Watch over Me – 3:55 (George Gershwin, Ira Gershwin)

## Musicisti
- Gene Ammons - sassofono tenore
- Richard Wyands - pianoforte
- Doug Watkins - contrabbasso
- J.C. Heard - batteria